# Гюнстайн Баке
Гюнстайн Баке (на норвежки: Gunstein Bakke) е норвежки преводач, поет и писател на произведения в жанра социална драма и лирика. Пише както на букмол, така и на нюнорск.

## Биография и творчество
Гюнстайн Баке е роден на 30 март 1968 г. в Бигланд, в долината Сетесдал на фюлке Агдер, Южна Норвегия. Получава магистърска степен от университета в Осло по френски език, история на идеите и литературата.
Първият му роман „Офисът“ е издаден през 2000 г., който е добре приет от критиката. През 2011 г. е издаден романът му „Мод и Аюд“. Ауд и Мод са на задната седалка, когато става пътна катастрофа и Рут Боре загива. Три десетилетия след инцидента, пътуването на мирните шофьори е заплашено от черен мерцедес, заради което 18-годишният Ловал се заема да разбере кой или какво стои зад волана на колата, предизвикваща инциденти. В този готически роман писателят дава нов поглед към автомобилния трафик и какво той ни причинява, как хората са засегнати от него и от любовта. Романът му носи голямо признание от литературните критици, номиниран е за престижната норвежка награда „Браге“ и други награди, и получава наградата „Мелсом“. През 2012 г. книгата получава наградата за литература на Европейския съюз.
През 2012 г. е издадена първата му стихосбирка „Техники за зидария“ последвана от „Дървена книга“.
Гюнстайн Баке живее в Осло, отчасти на остров Готланд.

## Произведения

### Самостоятелни романи
- Kontoret (2000)[1][3]
- Den indre olding (2005)
- Maud og Aud: ein roman om trafikk (2011) – награда за литература на Европейския съюз[2]
Мод и Аюд, изд.: ИК „Прозорец“, София (2015), прев. Анюта Качева
- Havende (2016)
- Austalgi (2021)

### Поезия
- Murskueteknikkane (2012)[1]
- Bok av tre (2012)
- Håndbok (2018)

### Преводи
Прави преводи на произведения на Джулиана Спар, Махмуд Даруиш, Вили Кирклунд, Каролин Д. Райт, Маркус Лантто, Стиг Ларсон, Нора Ланге, Ник Пейн, Ан Йедерлунд, Анджей Тичи, Дж. Т. Роджърс и Матиас Андерсон, и др. поети и драматурзи.